# Bekvemmelighedsflag
Bekvemmelighedsflag er et flag tilhørende et land, men som benyttes på skibe med ejere fra et andet land. Skibsejeren kan på den måde undgå høje skatter i hjemlandet og også gøre skibsregistreringen lettere. Landet, der stiller flaget til rådighed, tager betaling for tjenesten, og i nogle små lande er denne betaling en betydelig indtægtskilde. Det gælder blandt andet Liberia, Bahamas og Panama.
Anvendelsen af bekvemmelighedsflag er upopulært i mange lande, idet lande med strenge krav mister indtægter, ligesom man ofte risikerer dårligere sikkerhed og ringere arbejdsforhold om bord. 
Internationale konventioner foreskriver, at nationaliteten på skibets flag afgør hvilken jurisdiktion, skibet hører under.

## Lande, der har skibe indregistreret under bekvemmelighedsflag
International Transport Workers' Federation vedligeholder en liste over lande, der anvender bekvemmelighedsflag.
- Antigua og Barbuda
- Bahamas
- Barbados
- Belize
- Bermuda
- Bolivia
- Burma
- Cambodja
- Caymanøerne
- Comorerne
- Cypern
- Frankrig (Frankrigs Internationale Skibsregister)
- Georgien
- Gibraltar
- Honduras
- Jamaica
- Libanon
- Liberia
- Malta
- Marshalløerne
- Mauritius
- Mongoliet
- Nederlandske Antiller
- Nordkorea
- Panama
- São Tomé og Príncipe
- Saint Vincent og Grenadinerne
- Sri Lanka
- Tonga
- Tyskland (Tysklands Internationale Skibsregister)
- Vanuatu
- Ækvatorialguinea